# Luxembourg au Concours Eurovision de la chanson 2024
Le Luxembourg est l'un des trente-sept pays participants du Concours Eurovision de la chanson 2024, qui se déroule à Malmö en Suède. Le pays est représenté par la chanteuse Tali, et sa chanson Fighter, sélectionnées lors du Luxembourg Song Contest 2024. Le pays se classe 13e avec 103 points lors de la finale du concours.

## Sélection
Après trente-et-un ans d'absence, le Luxembourg confirme son retour au Concours Eurovision le 12 mai 2023. Le diffuseur luxembourgeois RTL Télé Lëtzebuerg confirme en juillet la tenue d'une sélection télévisée pour désigner son représentant,.

### Format
La sélection, nommée Luxembourg Song Contest, se tient en une soirée et voit huit artistes concourir. Elle se déroule en deux temps. Tout d'abord, les huit chansons sont interprétées puis un premier tour de vote a lieu. Les trois chansons arrivées en tête se qualifient pour la deuxième phase. Le vainqueur est alors désigné parmi elles. Les votes se basent sur un jury de quarante professionnels venus de huit pays participant à l'Eurovision — Allemagne, Belgique, Chypre, France, Portugal, Royaume-Uni, Slovénie et Suède — à raison de cinq par pays, l'ensemble comptant pour la moitié du résultat, ainsi que sur les votes du public national et international, qui représente l'autre moitié du résultat.

### Participants
Un appel à candidatures est lancé par RTL le 3 juillet 2023. Chaque interprète doit avoir la nationalité luxembourgeoise, avoir vécu dans le pays depuis au moins trois ans ou avoir un lien avec la scène musicale luxembourgeoise pour participer. Il n'y pas de restrictions quant à la nationalité des compositeurs.
Trois catégories étaient disponibles à l'inscription, :
- Les interprètes sans chanson à présenter, pour lesquels les inscriptions ferment le 16 juillet 2023 ;
- Les auteurs-compositeurs-interprètes avec jusqu'à trois chansons à présenter, pour lesquels les inscriptions ferment au 1er octobre;
- Les compositeurs avec jusqu'à trois chansons à mettre en relation avec un interprète, qui avaient jusqu'à la mi-août pour soumettre leurs candidatures.

À l'issue de cette période, 459 candidatures ont été reçues par RTL. La liste des finalistes est révélée par RTL le 11 décembre 2023. Les chansons sont, pour leur part, publiées le 9 janvier 2024.
| Artiste            | Titre                | Langue            | Paroles et musique                                                |
| ------------------ | -------------------- | ----------------- | ----------------------------------------------------------------- |
| Angy & Rafa Ela    | Drop                 | Anglais           | Angy Sciacqua, Martin Kleveland, Siv Marit Egsith                 |
| CHAiLD             | Hold On              | Anglais           | Jimmy Jansson, Peter Boström, Thomas G:son                        |
| Edsun              | Finally Alive        | Anglais           | Edson Pires Domingos, Jana Bahrich, Sergio Manique Jr.            |
| Joel Marques Cunha | Believer             | Anglais           | Brice Lebel, Clément Mouillard, Marvin Dupré                      |
| Krick              | Drowning in the Rain | Anglais           | Andreas Stone Johansson, Elsa Søllesvik, Tom Oehler               |
| Naomi Ayé          | Paumée sur Terre     | Français          | Eddy Pradelles, Manon Romiti, Silvio Lisbonne                     |
| One Last Time      | Devil in the Detail  | Anglais           | Albin Fredy Ljungqvist, Bruce R. F. Smith, Jonas Holteberg Jensen |
| Tali               | Fighter              | Français, anglais | Ana Zimmer, Dario Faini, Manon Romiti, Silvio Lisbonne            |

### Finale
La finale est diffusée le samedi 27 janvier 2024. Elle est présentée par Désirée Nosbusch, présentatrice du Concours Eurovision de la chanson 1984, accompagnée de Melody Funck, Raoul Roos et Loïc Juchem.
- Chanson qualifiée pour le second tour

| Ordre | Artiste            | Titre                | Jury | Télévote | Total | Place |
| ----- | ------------------ | -------------------- | ---- | -------- | ----- | ----- |
| 1     | Joel Marques Cunha | Believer             | 44   | 59       | 103   | 3     |
| 2     | Edsun              | Finally Alive        | 16   | 17       | 33    | 7     |
| 3     | Naomi Ayé          | Paumée sur Terre     | 58   | 19       | 77    | 4     |
| 4     | Angy & Rafa Ela    | Drop                 | 30   | 22       | 52    | 5     |
| 5     | One Last Time      | Devil in the Detail  | 18   | 29       | 47    | 6     |
| 6     | Krick              | Drowning in the Rain | 74   | 74       | 148   | 2     |
| 7     | CHAiLD             | Hold On              | 2    | 27       | 29    | 8     |
| 8     | Tali               | Fighter              | 94   | 88       | 182   | 1     |

- Première place

| Ordre | Artiste            | Titre                | Jury | Télévote | Total | Place |
| ----- | ------------------ | -------------------- | ---- | -------- | ----- | ----- |
| 1     | Tali               | Fighter              | 94   | 84       | 178   | 1     |
| 2     | Krick              | Drowning in the Rain | 80   | 85       | 165   | 2     |
| 3     | José Marques Cunha | Believer             | 66   | 70       | 136   | 3     |

| Résultats détaillés des votes du jury internationaux |                      |    |    |    |    |    |    |    |    |       |
| Ordre                                                | Chanson              | UK | CY | BE | SL | DE | PT | FR | SE | Total |
| ---------------------------------------------------- | -------------------- | -- | -- | -- | -- | -- | -- | -- | -- | ----- |
| 1                                                    | Fighter              | 12 | 12 | 12 | 12 | 10 | 12 | 12 | 12 | 94    |
| 2                                                    | Drowning in the Rain | 10 | 10 | 8  | 10 | 12 | 10 | 10 | 10 | 80    |
| 3                                                    | Believer             | 8  | 8  | 10 | 8  | 8  | 8  | 8  | 8  | 70    |

| Membres des jurys internationaux | Membres des jurys internationaux                                                                                 |
| Pays                             | Jurés |
| -------------------------------- | --- |
| Belgique                         | - Tiffany Baworowski - Marie Benmokaddem - Alexandre Germys - Laura Groeseneken (porte-parole) - Joël Habay      |
| Chypre                           | - Andri Aggelidou - Argyro Christodoulidou - Nikos Evangelou - Kypros Karaviotis - Gore Melian (porte-parole)    |
| France                           | - Hédia Charni - Roberto Ciurleo - Julien Gonçalves - Antoine Gouiffes-Yan - Julien Tchobanoff (porte-parole)    |
| Allemagne                        | - Chris Harms - Lukas Heinser - Uwe Kanthak (porte-parole) - Alina Stiegler - Peter Urban                        |
| Portugal                         | - Ana Carina Fernandes Jorge de Almeida (porte-parole) - Ana Laíns - Ana Gonçalves - Pedro Granger - Pedro Penim |
| Slovénie                         | - Jernej Dirnbek - Miha Gorše - Tinkara Kovač (porte-parole) - Nikola Sekulovič - Urša Vlašič                    |
| Suède                            | - Arantxa Alvarez - Emelie Fjällström - Nanne Grönvall - Isa Tengblad (porte-parole) - Oscar Zia                 |
| Royaume-Uni                      | - AJ Bentley (porte-parole) - Ross Gautreau - Jack Hawitt - Juliet Russell - Emma Stevens                        |

C'est donc Tali qui remporte la première édition du Luxembourg Song Contest, et qui défendra sa chanson Fighter à l'Eurovision 2024, à Malmö en Suède.

## À l'Eurovision
À l'Eurovision, le Luxembourg se produit lors de la deuxième moitié de la première demi-finale le 7 mai 2024 à laquelle votent l'Allemagne, le Royaume-Uni et la Suède ainsi que « le reste du monde » et termine à la 5e place avec 117 points, se qualifiant ainsi pour la finale. Lors de la finale, le samedi 11 mai, le pays se produit en 4e position dans l'ordre de passage et termine à la 13e position avec 103 points.